# Études berbères
Les études berbères concernent les recherches menées sur les populations et les langues berbères, qui couvrent un vaste territoire englobant 45 millions de locuteurs. Celui-ci s'étend de l'Afrique du Nord jusqu'au Sahara-Sahel et concerne principalement le Maroc, l'Algérie, la Tunisie, le Niger, le Mali et le Burkina Faso.

## Historique de la discipline
L'enseignement du berbère en France débute en 1913 à l’École des langues orientales, qui constitue pendant une longue période le seul pôle universitaire berbérisant en France. 
Parmi les précurseurs, on compte les linguistes André Basset et René Basset, Émile Laoust ou encore Edmond Destaing. 
Une encyclopédie berbère commence à être publiée dès 1984. L'initiative est aujourd'hui soutenue par trois institutions : l'Institut de recherches et d’études sur le monde arabe et musulman (IRERAM), l'Institut national des langues et civilisations orientales (INALCO) et l'Académie des inscriptions et belles-lettres.

### Ouvrages
- Bousquet, Georges-Henri (1961), Les Berbères, histoire et institutions, Paris, Presses universitaires de France (coll. « Que sais-je ? »).
- Ibazizen, Augustin (1984), Le testament d'un Berbère : un itinéraire spirituel et politique, Paris, Albatros.
- Imarazene, Moussa (2007), Manuel de syntaxe berbère, Alger, Éditions du H.C.A.
- Ouennoughi, Mélica (2008), Algériens et Maghrébins en Nouvelle-Calédonie : Anthropologie historique de la communauté arabo-berbère de 1864 à nos jours, Alger, Casbah Editions.

### Ressources diverses
- Il est possible de consulter en ligne la totalité de l’Encyclopédie berbère en texte intégral et en PDF.
- Les sommaires de la revue Awal. Cahiers d'études berbères sont disponibles en ligne.
- Les sommaires de la Revue des études berbères sont disponibles en ligne.
- Les numéros de la revue Études et documents berbères sont disponibles en ligne.
- Le fonds Marceau Gast portant sur les mondes berbères et arabo-berbères est conservé dans les fonds documentaires de l'IRERAM. Il se compose d'ouvrages mais aussi des archives du chercheur et de fonds sonores.
- Le fonds Arsène Roux portant sur les manuscrits arabes et berbères est conservé dans les fonds documentaires de l'IRERAM, qui les a mis en ligne.